# Sigil (programari)
Sigil és un programa informàtic lliure i de codi obert que permet editar e-books de tipus EPUB. Fou creat per Strahinja Val Marković el 2009.
Sigil és una aplicació amb llicència GNU GPL i multiplataforma i, per tant, pot executar-se tant en Microsoft Windows, com en Mac OS X com en sistemes Linux. Sigil suporta tant l'edició WYSIWYG com l'edició en codi dels arxius EPUB, així com la importació d'arxius HTML i arxius de text plans.

## Dades tècniques
Algunes característiques de Sigil inclouen:
- Suport complet per a UTF-16 i EPUB 2.
- Vistes múltiples: vista llibre, vista codi i vista prèvia.
- Edició WYSIWYG en vista llibre.
- Generador de taula de continguts amb suport d'encapçalament multinivell.
- Editor de metadades.
- Corrector ortogràfic en vista editor amb diccionaris per defecte i configurables.
- Suport per a expressions regulars per a les funcions cercar i reemplaçar text.
- Suport per a la importació d'arxius EPUB i HTML, imatges i fulles d'estil.
- Validador FlightCrew per a la validació de la conformitat estàndard EPUB.
- API integrada per a editors externs HTML i gràfics.